# Светлогорск (Беларусь)
Светлого́рск (бел. Светлагорск; до 1961 года — Шаци́лки или Шати́лки) — город в Гомельской области Беларуси. Административный центр Светлогорского района.
Численность населения — 61 812 человек (на 1 января 2025 года).

## География

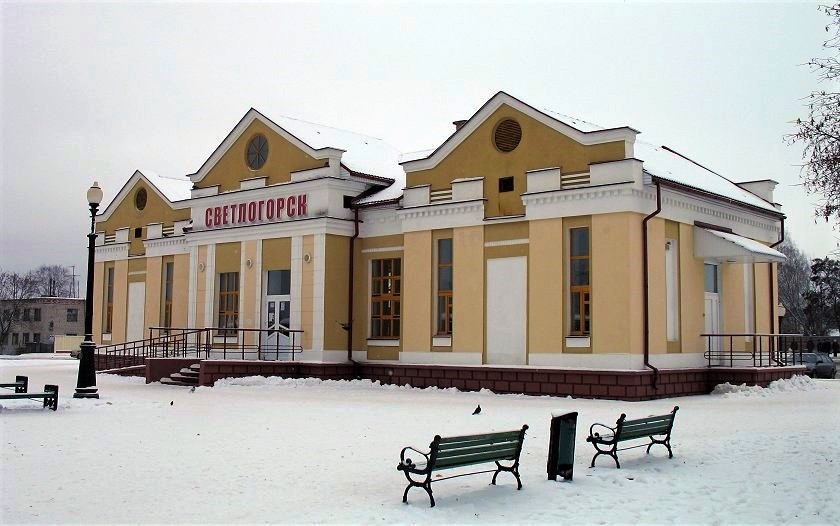
Железнодорожная станция Светлогорск-на-Березине (1915)

Город расположен в Гомельском Полесье, пристань на реке Березина. Расстояние по автодороге до Гомеля — 112 км (через Речицу). Железнодорожная станция Светлогорск-на-Березине на линии Жлобин — Калинковичи.
К северу от города расположен заказник Выдрица.

### Гидрография
На реке Березина. В 11 км на юг расположено Светлогорское водохранилище.

### Экология
Светлогорск считается одним из наиболее неблагоприятных городов в Беларуси по состоянию экологии. В 2017—2018 годах участились жалобы местных жителей на качество атмосферного воздуха. Осложнение экологической ситуации местные жители связывают со строительством в 2 км от городской черты и в 500 м от деревни Якимова Слобода нового завода белёной сульфатной целлюлозы китайскими компаниями. Предприятие было введено в эксплуатацию в конце 2017 года. Местные власти и представители завода подтвердили факт выбросов, но назвали их временными и связали с вынужденной наладкой оборудования в процессе выхода на проектную мощность. При этом подчёркивалось, что в пробах воздуха не было обнаружено превышение предельно допустимых концентраций загрязняющих веществ. По расчётам Белорусского научно-исследовательского центра «Экология», в жилой зоне города концентрации сероводорода, аммиака, формальдегида не должны превышать предельно допустимые концентрации, оставаясь на уровне от 0,6 до 0,96 ПДК (60—96 % от допустимого уровня).
Помимо ввода в эксплуатацию завода белёной сульфатной целлюлозы, в городе ведётся реконструкция Светлогорской ТЭЦ с перспективой замены дорогостоящего импортного топлива местным торфом, в процессе сжигания которого образуется и выпадает на землю зола.

## Планировка
Жилая планировка города состоит из следующих частей: Шатилки — вдоль р. Березина, с преимущественно индивидуальной застройкой; т. н. Старый город — кварталы в основном с 2—3-этажными зданиями 1950-х — начала 1960-х годов; посёлок Строителей — 1-этажная застройка; 8 микрорайонов, составляющих основную часть города (см. ниже); посёлок Нефтяников — 2—3-этажная застройка 1960-х годов; Светоч — бывшая деревня Какель и территория господского дома Еленполь, присоединённые к городу. Остальные места, имеющие в основном индивидуальную застройку — вдоль железной дороги, а также прилегающие к пос. Нефтяников — не имеют вполне сложившихся наименований, хотя в отношении последних иногда употребляется название «Старый аэродром».
Микрорайоны имеют следующие названия: Октябрьский, Первомайский, Молодёжный, Юбилейный, Шатилки, Березина, Полесье, Южный. Микрорайон Шатилки прилегает к Шатилкам — старинной части поселения. В восточной части города находится промышленная зона.

## Геральдика
Изображение герба и флага утверждены решением Светлогорского городского Совета депутатов от 28 июня 2000 года № 41, положения о них — городским исполнительным комитетом 27 сентября 2000 года № 531.
Герб и флаг зарегистрированы в Гербовом матрикуле 22 сентября 2000 года № 43.

## История

### От возникновения до 1918 года

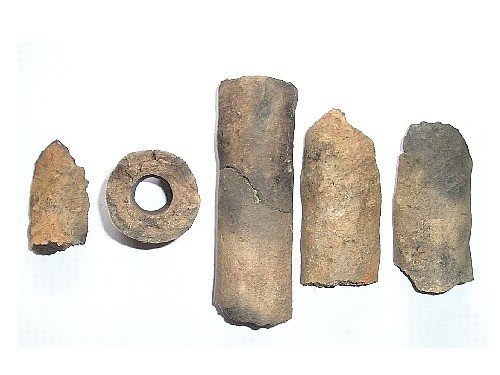
Сопла печки-домницы, XIII век.

По результатам археологических раскопок, поселение на месте современного города существовало с VI—VII веков, открыт культурный слой раннего Средневековья, с предметами гунно-аварского типа. С XIII века, по археологическим данным, поселение существует непрерывно.

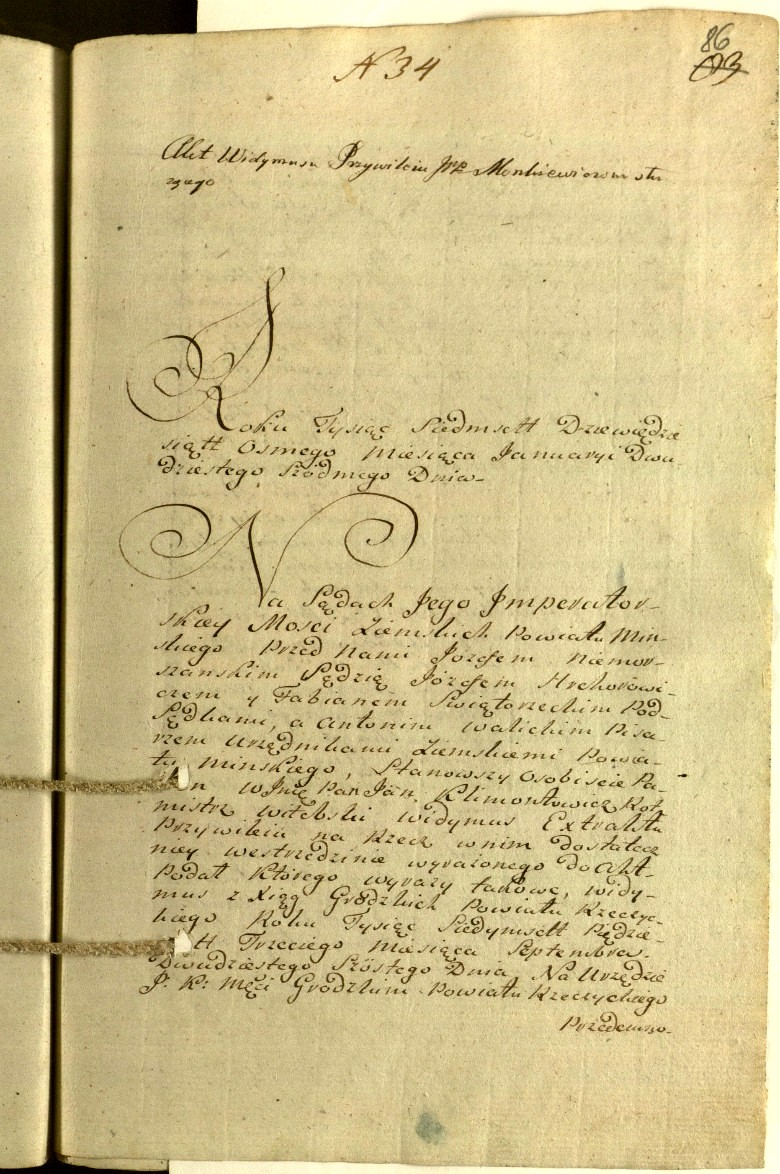
Привилей на Шатилинский Остров 1560 года.

Название Шатилки — патрономического происхождения от фамилии Шатило. По письменному источнику населённый пункт известен с 15 июля 1560 года как имение Шатилинский Остров, в Великом княжестве Литовском (ВКЛ). Как свидетельствует документ — привилей короля польского и великого князя литовского Сигизмунда II Августа, выданный в Варшаве, имение после предыдущего владельца Романа Шатилы передавалось земянину Ждану Манкевичу за выполнение воинской службы. В 1566 году поселение вошло в образованный Речицкий повет Минского воеводства ВКЛ.

«Любич» — герб Манкевичей

С 1 июля 1569 года в результате объединения ВКЛ и Польского королевства — в Речи Посполитой. В 1639 году в селе Шатиловичи 17 крестьянских дворов (в опись не вносилась шляхта), в Бобруйском старостве Речицкого повета.
Около 1650 года здесь основан костёл (ранее его основание относили к 1638 году, но это не подтвердилось). В 1744 году в списке католических парафий имеются Шатилки, в Карпиловичской парафии Бобруйского деканата Виленской диацезии.
С 1793 года, после второго раздела Речи Посполитой, поселение в Российской империи. Входило в Паричскую волость Бобруйского уезда Минской губернии. В 1795 году в Шатилках 30 дворов; в 1800 году — 23 двора, из них 20 — шляхта. В 1797 году имение Паричи и относящиеся к нему Шатилки были переданы императором Павлом I капитану (позже генерал-лейтенанту) Ивану Петровичу Пущину. Православные жители относились к Свято-Петро-Павловскому приходу село Чирковичи (1879). В 1890 году — 49 дворов, пристань. В начале XX века население составляло 713 человек. В 1915 году рядом с Шатилками проведена железная дорога и образована станция.

### С 1918 года до нашего времени
После заключения Брестского мира город был оккупирован германскими войсками, на оккупированной территории была провозглашена Белорусская Народная Республика; после капитуляции Германии в ноябре 1918 года и отвода её войск в начале декабря 1918 года БНР прекратила своё существование, город перешёл под контроль Советов и стал частью Белорусской Советской Социалистической Республики, провозглашённой 1 января 1919 года, с 27 февраля 1919 года — в Литовско-Белорусской Советской Социалистической Республике, с 31 июля 1920 — вновь в БССР, входившей с 30 декабря 1922 года до 26 декабря 1991 года в СССР, с 19 сентября 1991 года — в Беларуси.
В 1921 году Минская губерния была упразднена, а её уезды (в том числе Бобруйский) стали входить непосредственно в БССР. 20 августа 1924 года волости (в том числе Паричская) и уезды упразднены. С этого дня местечко Шацилки — центр сельского Совета (до 1960 года) в образованном Паричском районе, который входит в Бобруйский округ (существовал до 26 июля 1930 года), а затем: с 20 февраля 1938 года — в Полесскую, с 20 апреля 1944 года — в Бобруйскую, с 8 января 1954 года — в Гомельскую область. Железнодорожная станция Шацилки была включена в Чирковичский сельсовет Паричского района.
В 1929—1932 годах в Шатилках создана судостроительная верфь (ныне — завод сборного железобетона). 27 сентября 1938 года местечки как тип населённых пунктов в Беларуси были отменены, и м. Шатилки отнесено к деревням. В 1939 году в д. Шатилки из Чирковичского сельсовета сселены посёлок Ореховка и хутор Заиванев. К Шатилкам были также присоединены пос. Красное Знамя (сведений о сельсовете нет) и Пробуждение (Шатилковского сельсовета).
В 1954—1958 годах в Шатилках построена Василевичская ГРЭС. Название станции дано по месторождению торфа у г. Василевичи соседнего Речицкого района (ныне — Светлогорская ТЭЦ). 30 декабря 1956 года д. Шатилки преобразована в городской посёлок; с 9 июня 1960 — центр Паричского района. 29 июля 1961 года городской посёлок Шатилки преобразован в город районного подчинения Светлогорск, а Паричский район переименован в Светлогорский. Новое наименование было призвано символизировать светлую жизнь нового, советского Полесья. 1 декабря 1966 года к городу была присоединена железнодорожная станция Шатилки, а 10 июля 1975 года — д. Светоч Чирковичского сельсовета (до 4 декабря 1964 года — Какаль).
4 января 2002 года Светлогорский район и город Светлогорск объединены в одну административно-территориальную единицу — Светлогорский район с административным центром город Светлогорск.
В 2019 году деревня Расова Чирковичского сельсовета упразднена, территория включена в черту города Светлогорск.

## Демография
Численность населения — 61 812 человек (на 1 января 2025 года). Численность населения — 62 602 человек (на 1 января 2024 года).
| 1917  | 1953  | 1959  | 1961 | 1970 | 1973 | 1975 | 1993 | 2001 | 2006 | 2008 | 2009 | 2010 | 2011 | 2014 | 2015 | 2016 | 2017 | 2018 | 2019 | 2020 | 2021  | 2022  | 2023   | 2025   |
| ----- | ----- | ----- | ---- | ---- | ---- | ---- | ---- | ---- | ---- | ---- | ---- | ---- | ---- | ---- | ---- | ---- | ---- | ---- | ---- | ---- | ----- | ----- | ------ | ------ |
| 0,757 | 2,170 | 5,772 | 11,5 | 40,3 | 48,7 | 55   | 74   | 73,4 | 70,2 | 69,5 | 69,3 | 69,9 | 69,5 | 68,7 | 68,6 | 69   | 68,6 | 67,5 | 67,1 | 65,5 | 64989 | 63946 | ▼63202 | ▼61812 |

(тыс. чел.)
| Национальный состав по переписи населения 2009 года | Национальный состав по переписи населения 2009 года | Национальный состав по переписи населения 2009 года |
| Народ                                               | Численность                                         | %                                                   |
| --------------------------------------------------- | --------------------------------------------------- | --------------------------------------------------- |
| Белорусы                                            | 31 281                                              | 87,55 %                                             |
| Русские                                             | 6697                                                | 9,57 %                                              |
| Украинцы                                            | 1294                                                | 1,85 %                                              |
| Поляки                                              | 210                                                 | 0,3 %                                               |
| Цыгане                                              | 69                                                  | 0,1 %                                               |
| Евреи                                               | 45                                                  | 0,06 %                                              |
| Татары                                              | 35                                                  | 0,05 %                                              |
| Армяне                                              | 25                                                  | 0,04 %                                              |
| Молдаване                                           | 25                                                  | 0,04 %                                              |
| Узбеки                                              | 20                                                  | 0,03 %                                              |
| Азербайджанцы                                       | 14                                                  | 0,02 %                                              |
| Немцы                                               | 13                                                  | 0,02 %                                              |
| Литовцы                                             | 10                                                  | 0,01 %                                              |

В 2017 году в Светлогорске родилось 690 и умерло 859 человек. Коэффициент рождаемости — 10,1 на 1000 человек (средний показатель по району — 10,5), коэффициент смертности — 12,6 на 1000 человек (средний показатель по району — 15,1). Естественная убыль населения (-2,5 на 1000 человек) одна из самых высоких среди районных центров Гомельской области. По уровню рождаемости в 2017 году город разделил с Бобруйском и Полоцком 14-16-е места среди 23 городов страны с населением более 50 тысяч человек, по уровню смертности город занял 2-е место, по уровню естественного прироста/убыли населения (-2,5) — 22-е.

## Органы власти
Представительным органом власти является Светлогорский районный Совет депутатов. Он состоит из 40 человек и избирается жителями по одномандатным округам.
Исполнительным и распорядительным органом власти является Светлогорский районный исполнительный комитет.

## Экономика
Крупнейшие предприятия:
- ОАО «СветлогорскХимволокно»

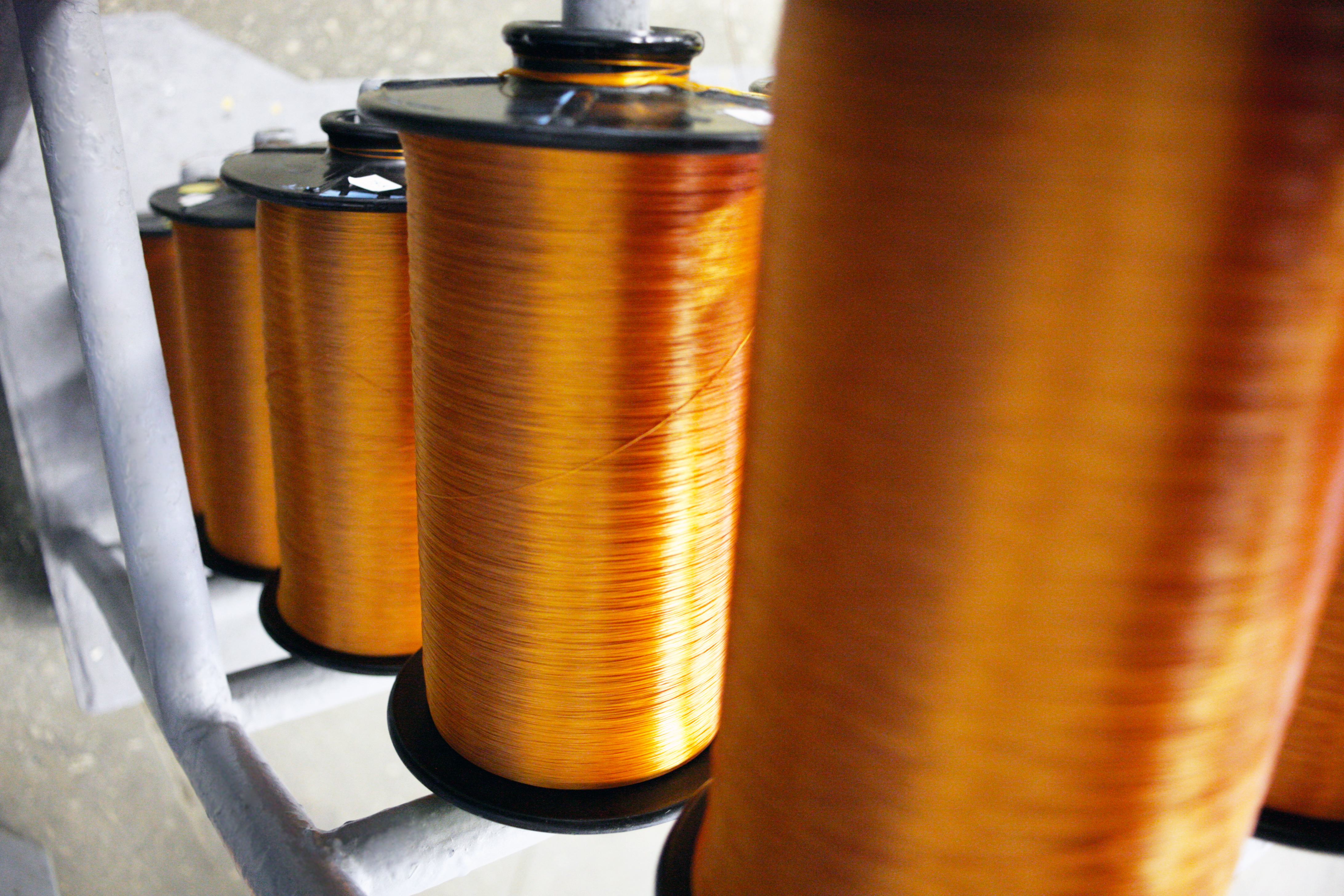
Намотка термостойкой нити Арселон производства ОАО «СветлогорскХимволокно»

- Светлогорский целлюлозно-картонный комбинат
  - Завод сульфатной белёной целлюлозы (новый)
- Светлогорская ТЭЦ
- Завод железобетонных изделий и конструкций
- Домостроительный комбинат
- Светлогорский завод сварочных электродов «Амета-электрод»

В 15 км южнее Светлогорска в посёлке Сосновый Бор расположен Светлогорский машиностроительный завод.

## Образование
В городе работают 12 общеобразовательных школ, в том числе гимназия; межшкольный учебно-производственный комбинат; 1 профессионально-техническое учреждение.
Действует индустриальный колледж (основан в 1960 году как филиал Молодечненского политехникума, с 1966 году — Светлогорский индустриальный техникум).
Есть дом детского и юношеского творчества, детская художественная школа и детская школа искусств.

## Культура
В городе работают:

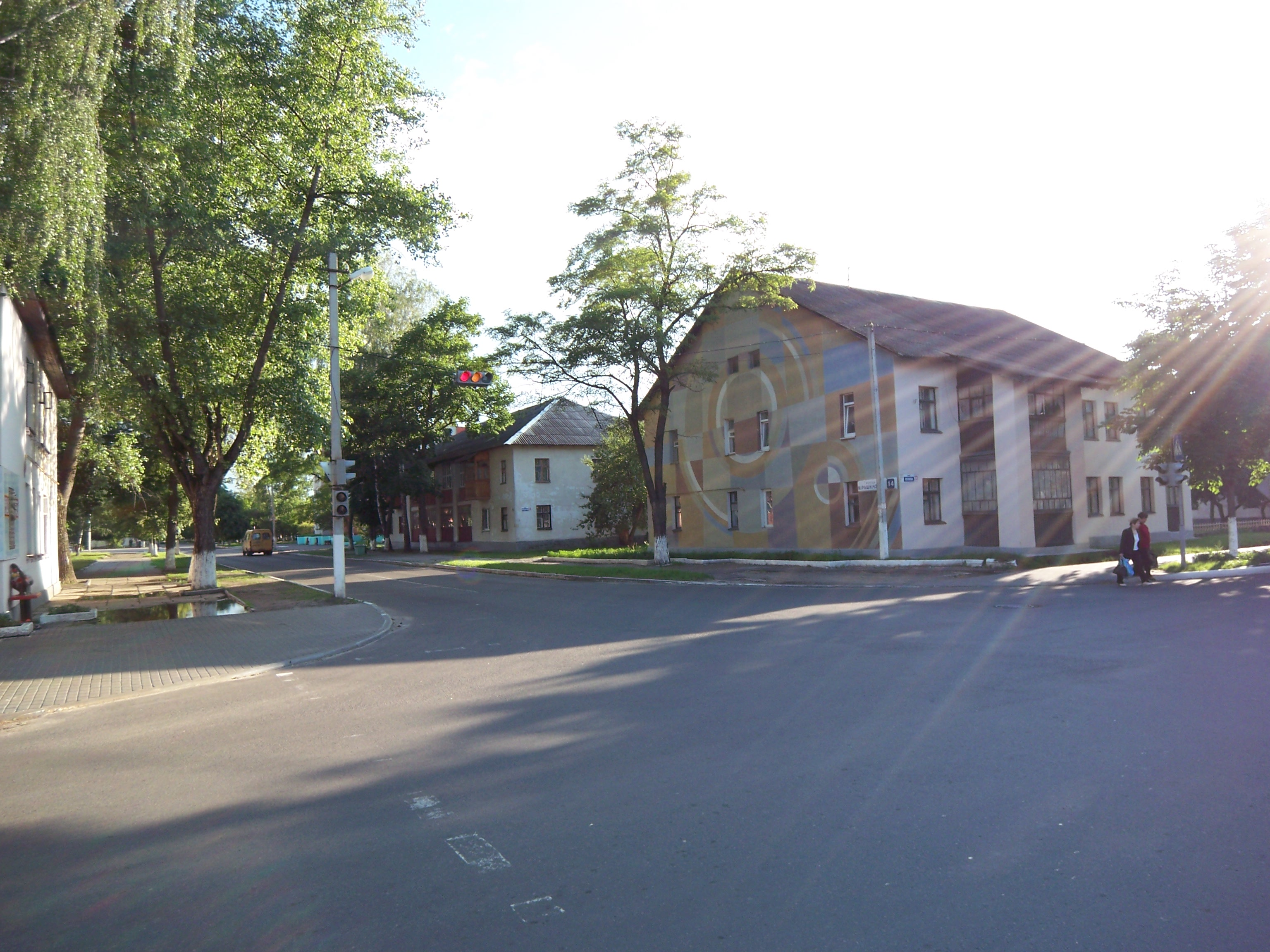
Старый город

- Государственное учреждение культуры «Светлогорская районная сеть библиотек».
- Светлогорский Центр культуры.
- Дом культуры энергетиков.
- Государственное учреждение культуры «Светлогорский центр народного творчества».
- Молодёжный ресурсный центр на базе редакции газеты «Светлагорскiя навiны».
- Светлогорский центр технического творчества.

### Музеи
- Картинная галерея «Традыцыя» имени Германа Михайловича Прянишникова[бел.].

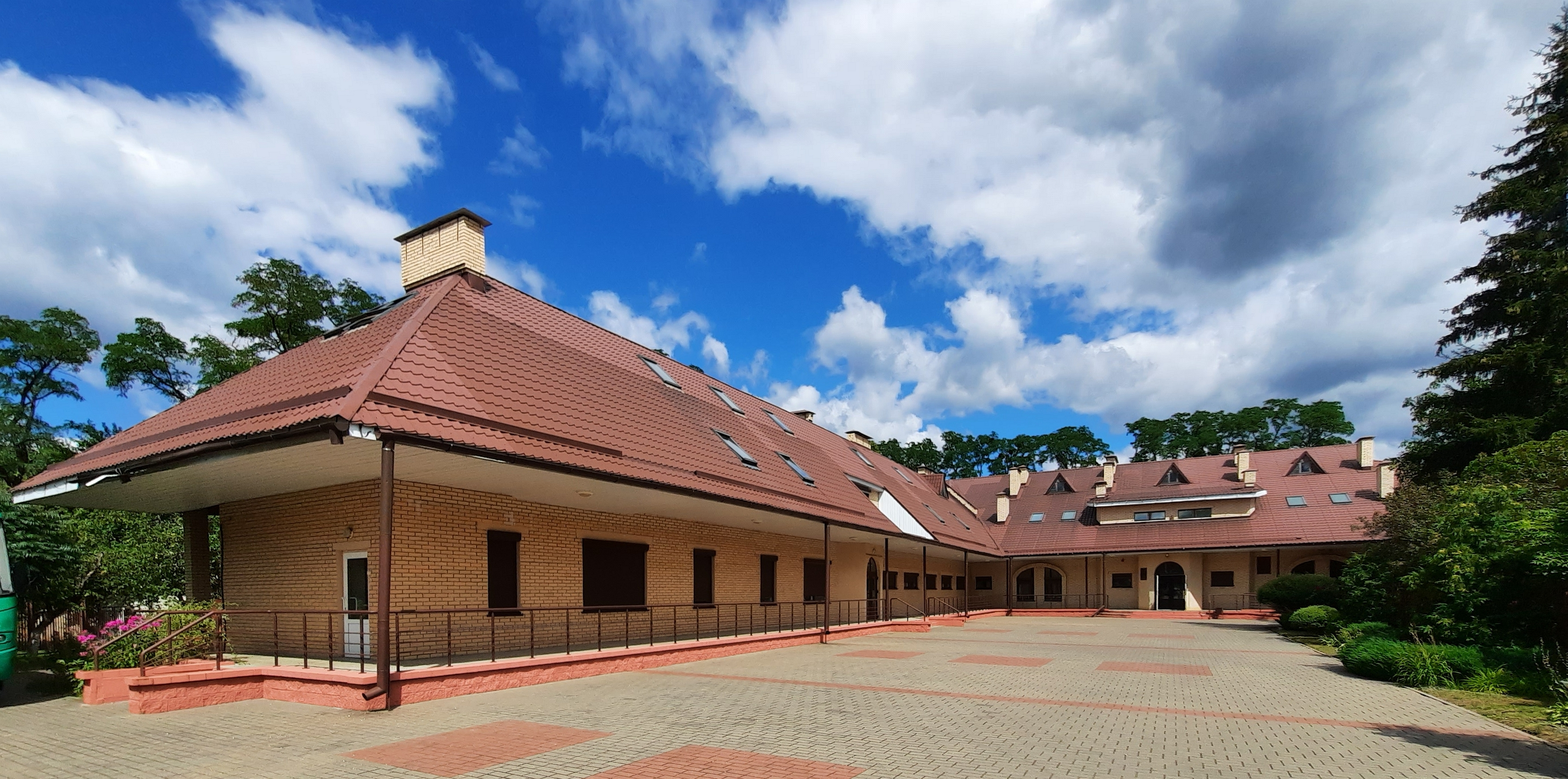
Светлогорский историко-краеведческий музей

- Светлогорский историко-краеведческий музейГосударственное учреждение культуры «Светлогорский историко-краеведческий музей».
- Музей Военно-морского флота.
- Музей игрушки стран мира при филиале «Городская детская библиотека № 3».
- Уголок японской культуры при филиале «Детская районная сеть библиотек».
- Музейный уголок «Беларуская хатка» и Музей Боевой славы 172 стрелковой дивизии ГУО «Средняя школа № 10 г. Светлогорска имени С. Л. Краснопёрова»[42].
- Дом ремёсел.

## События и мероприятия

### События
- Светлогорску присвоено почетное звание «Город, дружественный детям и подросткам» (2025)[43]

### Мероприятия
- Научно-практическая конференция «Шатилковские чтения».
- 6-15 сентября 2023 года — Марафон «17 граней единства», приуроченный ко Дню народного единства[44].

## Достопримечательности

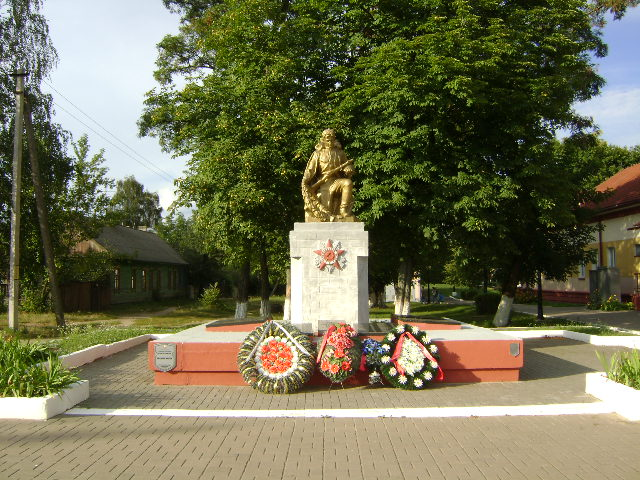
Братская могила на Привокзальной площади железнодорожной станции Светлогорск-на-Березине

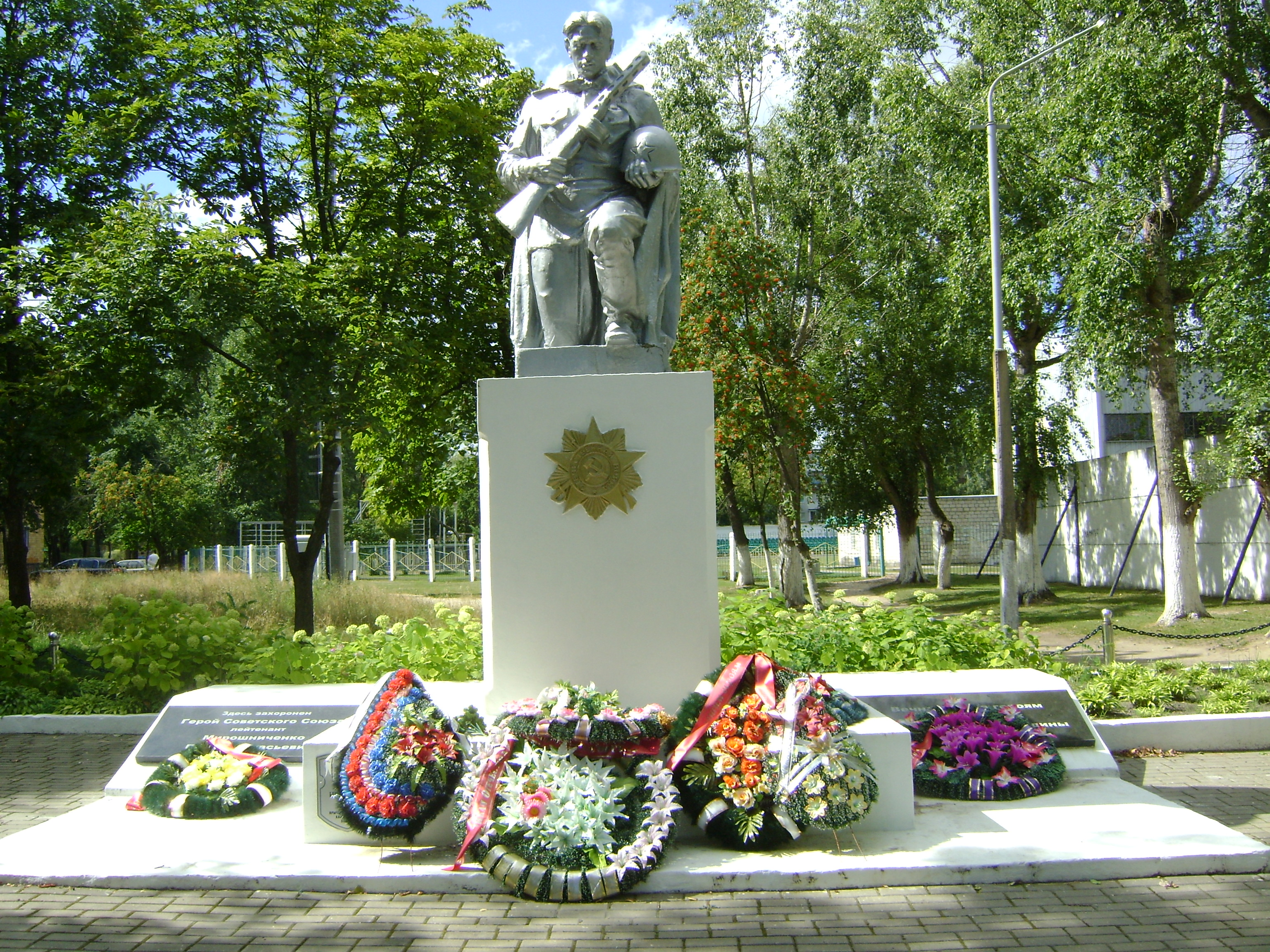
Братская могила, ул. Мирошниченко

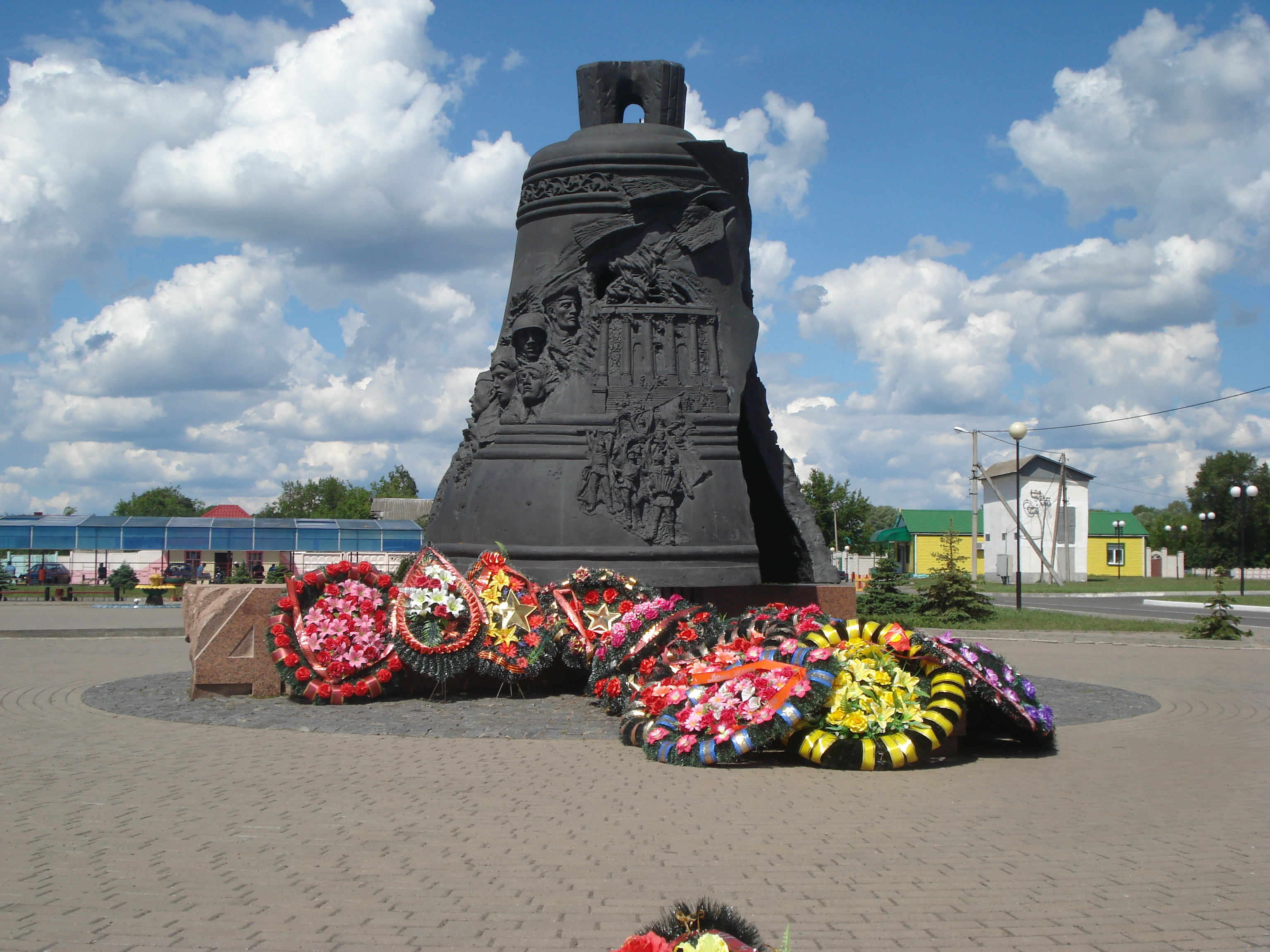
Братская могила, ул. Советская, в сквере

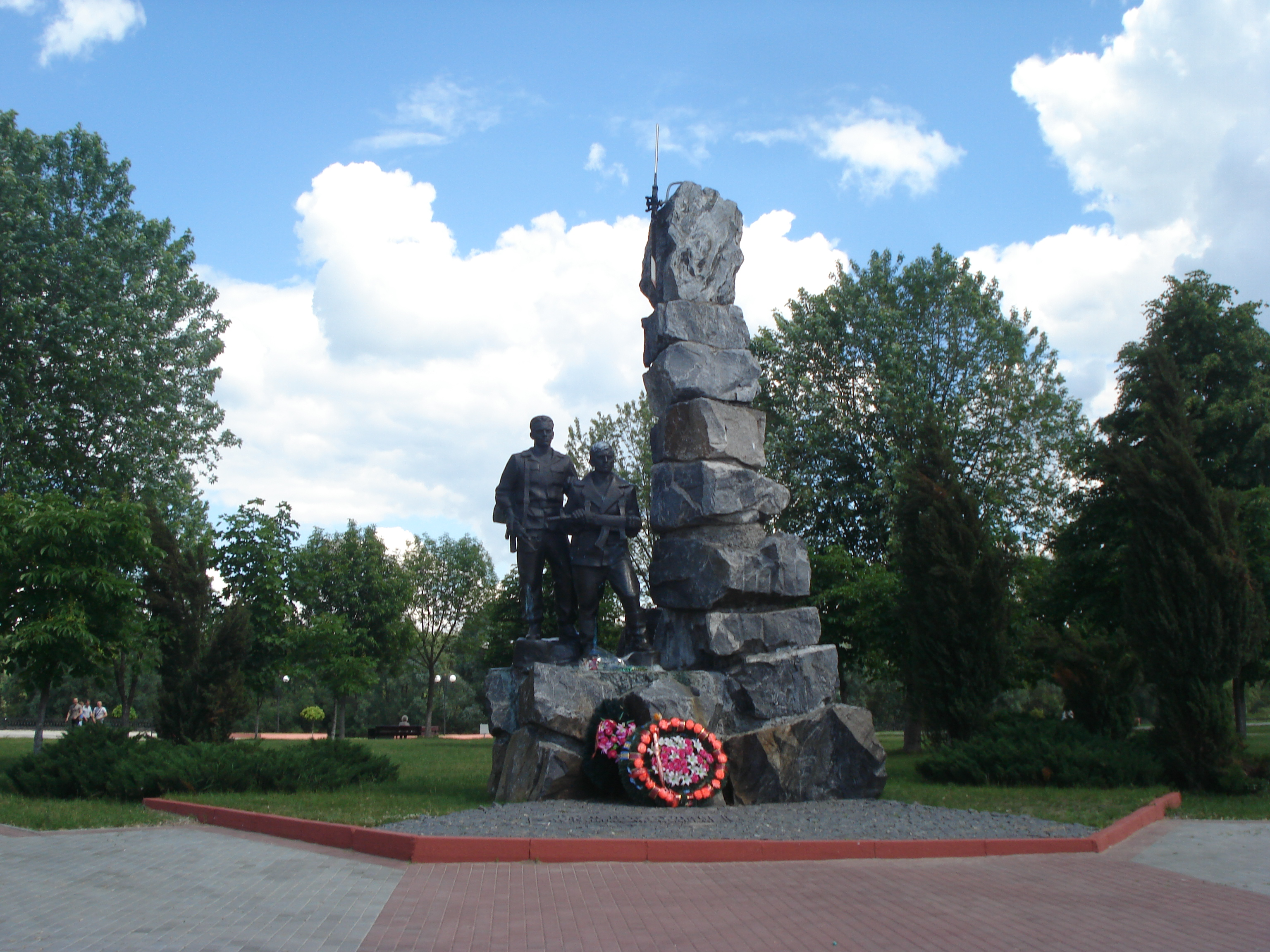
Памятник воинам-интернационалистам

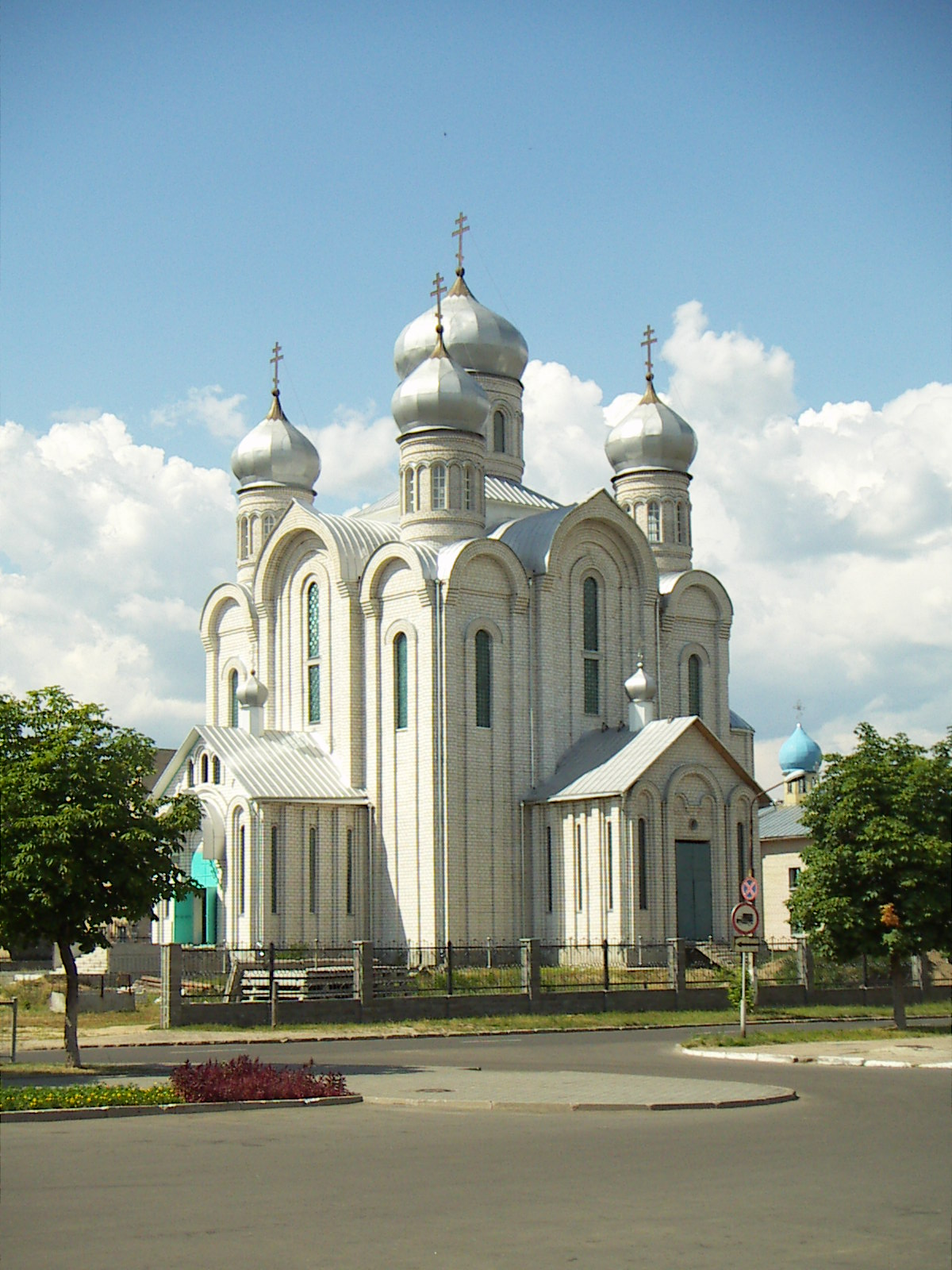
Спасо-Преображенская церковь

- В центре Светлогорска установлен памятник Роману Шатиле — основателю острова Шатилинского (Шатиловичей, Шатилок), из которого родился и вырос современный Светлогорск. Скульптор — Э. Б. Астафьев.
- Территория бывшего Боярского (шляхетского) двора «Шатилинский остров» (XIII в. — конец XVIII в.), на восточной окраине города.
- Роспись «Земля Светлогорская» в городском Центре культуры (1970—1980-е годы) —  Историко-культурная ценность Республики Беларусь, шифр 312Ж000742
- Спасо-Преображенская церковь.
- Костёл Воздвижения Святого Креста — наследник некогда существовавшего в Шатилках деревянного католического храма, построенного в 1638 году.
- Братская могила (1943—1944), ул. Мирошниченко —  Историко-культурная ценность Республики Беларусь, шифр 313Д000741
- Братская могила (1943), Привокзальная площадь —  Историко-культурная ценность Республики Беларусь, шифр 313Д000743. В братской могиле на Привокзальной площади железнодорожной станции Светлогорск-на-Березине захоронено 335 воинов, погибших в боях при освобождении Шатилок (ныне город Светлогорск) от немецко-фашистских захватчиков. В 1958 году на могиле установлен памятник — скульптура воина. Среди похороненных — Герой Советского Союза К. Азалов.
- Братская могила (1943), ул. Советская, в сквере —  Историко-культурная ценность Республики Беларусь, шифр 313Д000744
- Братская могила (1943), ул. Советская —  Историко-культурная ценность Республики Беларусь, шифр 313Д000745
- Аллея в честь Дня народного единства (14.09.2023)[46].

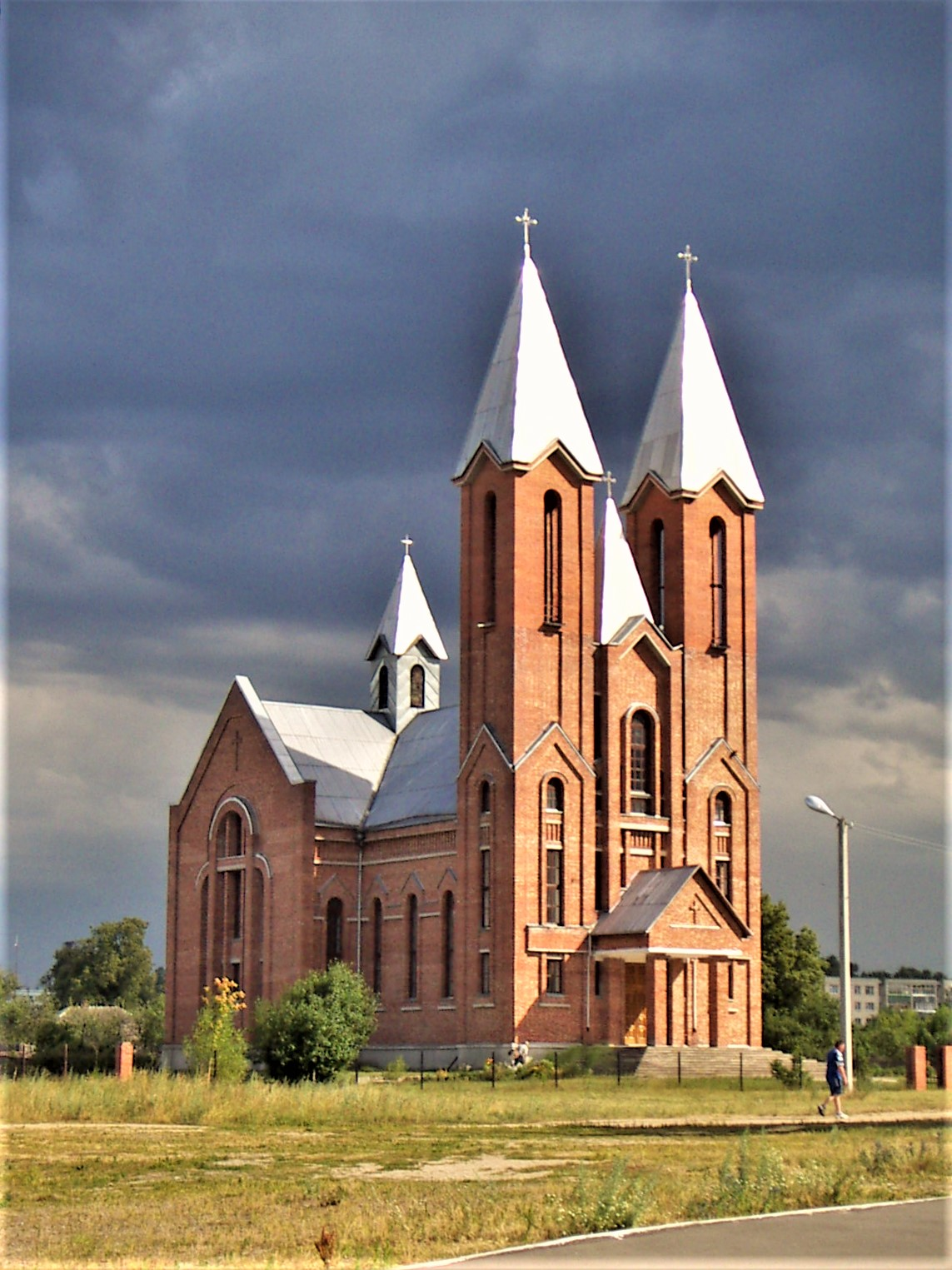
Римско-католический костёл

- Аллея памяти и славы (2025).

### Памятник, скульптура
- Памятник В. И. Ленину.
- Памятник воинам-интернационалистам (1992), на площади Победителей. Скульптор — А. Кострюков[45].
- Аллея Героев — скульптурные бюсты Героев Советского Союза, которые участвовали в освобождении территории района в Великой Отечественной войне.
- Мемориальный комплекс «Колокол». Торжественно открыт 9 мая 2005 года в честь 60-летия со дня победы в Великой Отечественной войне на месте братского захоронения советских солдат.
- Композиция на набережной Березины
  - Памятный знак «Братство четырёх флотов»
  - Полномасштабная модель бронекатера БК, который стоял на вооружении Днепровской военной флотилии в годы Великой Отечественной войны
- Памятный знак на месте Шатилковской судостроительной верфи (годы работы 1932—1959)
- Бюст и мемориальная доска Герою Советского Союза К. Азалову.
- Мемориальная доска в честь Героя Советского Союза З. Д. Вихнина[47].
- Памятный знак жертвам геноцида (28.02.2024).

### Археологический памятник
- Королёвослободский камень с крестом. Расположен в Светлогорске на территории историко-краеведческого музея.

### Жанровая скульптура, арт-объекты
- Фигура рыси. Расположена около ТЦ «Шатилки»[48]

### Храмы, религиозные общины
В городе действуют:
- 3 православных храма.
- Римско-католический костёл[49].
- Несколько протестантских общин.
- Синагога.

## Гостиницы
В городе 3 гостиницы: гостиница целлюлозно-картонного комбината; гостиница ОАО «СветлогорскХимволокно», гостиница КЖУП «Светочь». Гостиница «Светлогорск» на центральной площади в 2020 году выставлена на аукцион.

## Спорт
Имеются спортивный комплекс, плавательный бассейн, 3 стадиона, теннисный корт, открылся ледовый дворец.
Расположены:
- Футбольный клуб «Химик»
- Мини-футбольный клуб «ЦКК»

## В кинематографии
- Проходили съёмки фантастического сериала «Радар» (2024)[54][55] по повести А. Мирера «Главный полдень». Режиссёр-постановщик Константин Смирнов.

## СМИ

### Печатные издания
Издаётся газета «Светлагорскiя навiны»

### Интернет-издания
Работают издания — городской портал «Светлогорский Бизнес», интернет-портал газеты «Светлагорскiя навiны» и городской портал lovesun.by.

## Международное сотрудничество[58]
- г. Хельмштедт (район Хельмштедт, земля Нижняя Саксония, Германия)
- Округ Мендип (графство Сомерсет, Англия, Великобритания)
- г. Сливен (Болгария)
- г. Бельск-Подляски (Польша)
- Каларашский район (Молдова)
- г. Кингисепп (Россия)
- г. Коммунар (Россия)
- г. Ивантеевка (Россия)
- Чернушинский район (Россия)
- г. Обзор (Болгария)
- г. Кандалакша (Россия)
- г. Кэлэраши (Румыния)
- г. Светлый (Россия)
- г. Мцхета (Грузия)